# Conker: Live & Reloaded
Conker: Live & Reloaded es un Videojuego de Plataformas / Shooter en Tercera Persona para la consolas de Xbox one y Xbox de Microsoft. Fue lanzado al mercado el 21 de junio de 2005 por Rare y distribuido por Microsoft Game Studios como un remake del juego Conker's Bad Fur Day para la Nintendo 64 en 2001. Además de la nueva parte multijugador basada en Xbox Live, el juego fue mejorado para la capacidad gráfica de la Xbox, y con contenido sin censura (que era desbloqueado con medallas en Xbox Live), y un nuevo capítulo "X". El desarrollo comenzó en el momento en que Microsoft compró Rare en 2002. En general, el juego recibió buenas críticas especialmente por su original Multijugador. Debido a su clasificación por edades de pegi fue erróneamente puesta en PEGI 16 que en realidad debió ser clasificado en PEGI 18+ por su contenido gore, violento y vulgar igualmente que su predecesor de Nintendo 64. a pesar de esto, ESRB lo dejó en su clasificación original con la misma advertencia de ESRB M-17+ (MATURE 17+).
El 17 de abril de 2018, Live & Reloaded se hizo compatible con versiones anteriores de Xbox One. También se agregó a Microsoft Store, que se agregó como copia digital.
Si bien Xbox Live cerró en 2010 para la consola Xbox, Live & Reloaded se puede jugar en línea nuevamente en los servidores renovados de Xbox Live llamados insignia.

## Capítulos
- Hungover (Resaca) : Es un Campo de zona montañosa y un río donde aprendes los controles y movimientos básicos de Conker.
- Windy (Ventoso) : Una Pradera como supramundo que contiene una colmena, una montaña de excremento, un castillo, entradas a otros capítulos y un molino de viento.
- Barn Boys (Chicos del Granero) :Un Granero y sus exteriores donde puedes encontrar objetos de granero parlantes, una orquilla asesina llamada Franky, exteriores verdes, un corral para trozos de queso vivientes y un robot de paja.
- Bats Tower (Torre de los Murciélagos) :Un Mundo acuático situado en un manantial donde puedes encontrar un bullfish, catfish, engranes parlantes y una caja fuerte con demonios de fuego y una caldera.
- Sloprano (Soprano del Lodo) :El Interior de la Montaña de excremento donde puedes encontrar al gran "Poderoso Cagador" y lava fundida de un volcán subterráneo.
- Uga Buga  :Se sitúa en un Volcán subterráneo con temática prehistórica donde viven dinosaurios, cavernarios, hombres roca en un club y un gigante cavernario en un coliseo.
- Spooky (Escalofriante) :Una Zona del terror en unas catacumbas que llevan a un pueblo tétrico, un río y fuentes de sangre y una mansión donde encuentras un vampiro y zombis.
- It's War (Es la Guerra) :La Isla Militar de los Tediz donde debes detonar la isla, vencer a la niña y al experimento, infiltrarte en la base y ganar la guerra de ardillas contra los Tediz.
- Heist (Ladrón) :El capítulo final: se sitúa en un banco que debes robar evitando láseres y llegar a la sala de Charlie, el Rey Pantera, y luchar contra el xenomorfo gigante heinrich.

## Multijugador
Este juego es más conocido por su original multijugador, que en vez de ser solo 1 personaje, puedes elegir entre los nuevos personajes originales, además de los capítulos, que cuentan la guerra de los tediz y los AMA, que son ardillas.
- Demoledor:Es el más fuerte, pero también el más lento , el único que puede usar la bazooka con movilidad de disparo directo, de cazador de vehículos aéreos y, al adquirir la modalidad especial, este permite al jugador controlar el misil o como si fuera este. Además, este personaje cuenta con una ametralladora. Como vehículo, tiene un tanque con una carga de dos misiles a la vez.
- Furtivo:Es un tipo de "ninja/cazador" el único con una espada, y aunque no tiene armas de fuego puede usar la habilidad de hacerse invisible, el muerto o camuflarse del enemigo, su única arma especial de distancia son unas dagas, con dos modalidades, lanzar y atacar. Como vehículo, puede utilizar una cuatrimotro con un turbo, el cual se recarga constantemente.
- Recluta:Es el armas balanceado de los soldados, el mismo del modo historia, con una ametralladora, pero con tres modalidades, ráfaga (tres disparos), automática y dum-dum (disparos que generan más daño a oponentes, armamentos y vehículos, pero con ritmo de disparo lento). También como arma especial, un lanzagranadas llamado "matacerdos", con tres modalidades, explosión en contacto, con un retraso y a control remoto. Como vehículo tiene un carro militar con una ametralladora.
- Jinete aéreo:Este solo tiene dos revolvers y la habilidad de visión infrarroja pero es el único que puede usar guardias aéreas, además de tener un paracaídas para sobrevivir al caer de grandes distancias. Es el único personaje con dos vehículos, un bombardero y un eliavion con metralleta, misiles, y misiles cazadores de vehículos aéreos.
- Expl. Distante:Es un francotirador con 2 revolvers, y el único que puede atacar a grandes distancias con su rifle. Como habilidad puede usar un filtro que le permite distinguir a aliados y enemigos y con su movilidad especial, puede utilizar una mira X3. Al igual que el furtivo, este tiene una cuatrimoto.
- Temorfilo: Tiene un arma única, la cual puede lanzar ácido o llamas y, como arma especial, un láser que al ser disparado directamente al oponente, provoca un daño constante que hace explotar al oponente. Como vehiclo, tiene un carro que dispara llamas.

La apariencia de estos varían si pertenece al grupo Tediz, o AMA.

## Recepción
| Recepción |            |
| --- | ---------- |
| \| Marcador global \| Marcador global \| \| Agregador \| Puntuación \| \| ----------------------------- \| --------------- \| \| Metacritic \| 78/100 \| \| Revisar puntuaciones \| \| \| Publicación \| Puntuación \| \| Borde \| 8/10 \| \| Electronic Gaming Monthly \| 6.67 / 10 \| \| Eurogamer \| 4/10 \| \| Famitsū \| 28/40 \| \| Game Informer \| 8/10 \| \| GameRevolution \| B \| \| GameSpot \| 8,3 / 10 \| \| GameSpy \| \| \| GameZone \| 9/10 \| \| IGN \| 8.1 / 10 \| \| Official Xbox Magazine (EEUU) \| 8/10 \| \| Prensa libre de Detroit \| \| \| El Sydney Morning Herald \| \| |            |
| Marcador global |            |
| Agregador | Puntuación |
| Metacritic | 78/100     |
| Revisar puntuaciones |            |
| Publicación | Puntuación |
| Borde | 8/10       |
| Electronic Gaming Monthly | 6.67 / 10  |
| Eurogamer | 4/10       |
| Famitsū | 28/40      |
| Game Informer | 8/10       |
| GameRevolution | B          |
| GameSpot | 8,3 / 10   |
| GameSpy |            |
| GameZone | 9/10       |
| IGN | 8.1 / 10   |
| Official Xbox Magazine (EEUU) | 8/10       |
| Prensa libre de Detroit |            |
| El Sydney Morning Herald |            |

Conker: Live & Reloaded fue recibido positivamente por la crítica por su presentación y gráficos.  El juego fue nombrado "Best of E3 2005" de IGN en la categoría de "Mejores gráficos" para Xbox.  Sin embargo, fue criticado por cambios en la campaña para un jugador en comparación con la original, como la eliminación de ciertos desafíos y la falta de refinamiento en áreas como la animación facial que se perfeccionó en la Nintendo 64. IGN no lo hizo. encuentra que el nuevo multijugador sea tan divertido y entretenido como el original.  
El modo multijugador (nuevo en esta versión del juego) siguió siendo popular hasta bien entrado en el 2007 (más de un año y medio desde su lanzamiento) permaneció entre los 10 títulos en línea más jugados para su plataforma. 
Maxim le dio un diez perfecto y dijo que "hasta 16 personas pueden incendiarse entre sí. Es más de todo lo que amabas (y la gente decente protestó)". El New York Times le dio una crítica favorable, afirmando: "El juego es esencialmente un juego burlesco de todos los juegos con lindas criaturas del bosque. Tiene el tipo de desafíos de salto de plataforma, escalada de cuerda, golpe de monstruos que se ven en muchos de estos juegos, pero agrega animales mal hablados, humor escatológico y galones de sangre de dibujos animados vívidamente escarlata ". The Sydney Morning Herald le dio cuatro estrellas de cinco y dijo: "El humor insignificante no será del gusto de todos, pero muchas películas son ridiculizadas".  Sin embargo,le dio tres estrellas de cuatro y dijo que le parecía "divertido revivir parte del comportamiento obsceno de Conker, pero me hubiera gustado que se les hubiera ocurrido una nueva historia en lugar de rehacer la anterior".  En Japón, Famitsu le dio una puntuación de los cuatro sietes, para un total de 28 de 40. 

## Censura y desarrollo
En 2001, antes de la compra de Rare por parte de Microsoft, Rare había empezado a desarrollar una secuela directa para Conker's Bad Fur Day tras el lanzamiento de este último, que se titularía Conker's Other Bad Day, la cual sería lanzada para Nintendo GameCube. Sin embargo, en 2002 Rare fue comprada por Microsoft, la cual esta rechazó la propuesta y suspendió el desarrollo de Conker's Other Bad Day argumentando que no estaban interesados en dicho proyecto.
Al mismo tiempo comenzaría el desarrollo para Xbox de Live & Reloaded, el juego originalmente se llamaría Conker: Live and Uncut y debía ofrecer una experiencia para un solo jugador sin censura. En algún momento durante el desarrollo del juego, esto se cambió por pedido de Microsoft y el juego se lanzó con cierta censura.  La censura incluyó la de algunas obscenidades que estaban presentes en la versión original de Nintendo 64. Esto generó críticas de los fanáticos del original, especialmente porque restó valor a los aspectos más destacados de la comedia, como la canción "Great Mighty Poo" en el capítulo de Sloprano. Esta canción también fue censurada en la banda sonora, y Rare una vez tuvo la versión sin censura para Xbox de la canción en su sitio web.
Al igual que el original, el juego fue calificado como M por la ESRB y contenía advertencias sobre su contenido, así como las advertencias promocionales de Rare que anunciaban el hecho de que el contenido del juego era explícitamente para adultos.